# 鹿児島県道482号塚脇財部線
鹿児島県道482号塚脇財部線（かごしまけんどう482ごう つかわきたからべせん）は、鹿児島県霧島市から曽於市に至る一般県道である。

## 概要
霧島市国分上之段から曽於市財部町南俣に至る。

### 路線データ
- 起点：鹿児島県霧島市国分上之段（鹿児島県道478号比曽木野福山港線交点）
- 終点：鹿児島県曽於市財部町南俣（宮崎県道・鹿児島県道2号都城隼人線交点）

## 地理

### 通過する自治体
- 霧島市
- 曽於市

### 交差する道路
| 交差する道路                      | 市町村名 | 交差する場所 | 交差する場所 |
| --------------------------------- | -------- | ------------ | ------------ |
| 鹿児島県道478号比曽木野福山港線   | 霧島市   | 国分上之段   | 起点         |
| 鹿児島県道500号末吉財部線         | 曽於市   | 財部町南俣   |              |
| 宮崎県道・鹿児島県道2号都城隼人線 | 曽於市   | 財部町南俣   | 終点         |

### 沿線
- 曽於市立財部南小学校
- 南財部郵便局
- 財部郵便局